# Borsa di Fabrizio
La borsa di Fabrici o di Fabrizio (in latino bursa fabricii) è un organo linfatico primario, scoperto per la prima volta negli uccelli, dove si sviluppano e maturano i linfociti B. Il nome si deve all'anatomista che l'ha scoperta, Girolamo Fabrici d'Acquapendente, che lo descrisse nel 1621.
Mentre negli uccelli la Borsa di Fabrizio è situata a contatto e al di sopra della cloaca, nei mammiferi nonostante le numerose ricerche non si è riusciti a identificare l'organo linfatico primario che svolga una funzione equivalente. La borsa è attiva nei giovani uccelli e si atrofizza dopo circa sei mesi.
Si ritiene oggi che le cellule B si differenzino dalle cellule staminali presenti nel fegato nel feto e che, dopo la nascita e per tutta la vita, questa funzione venga assunta dal midollo osseo che rappresenta pertanto l'organo borsa-equivalente nel mammifero.

## Descrizione
La borsa di Fabrizio è un organo epiteliale e linfoide che si trova solo negli uccelli. La borsa si sviluppa come un diverticolo dorsale della cloaca. La superficie luminale (interna) della borsa è plicata e contiene ben 15 pieghe primarie e 7 secondarie. Queste pieghe contengono centinaia di follicoli bursali contenenti cellule epiteliali associate ai follicoli, linfociti, macrofagi e plasmacellule. Le cellule staminali linfoidi migrano dal fegato fetale alla borsa durante l'ontogenesi. Nella borsa, le cellule staminali acquisiscono le caratteristiche delle cellule B mature e immunocompetenti.

## Storia
Nel 1956, Bruce Glick dimostrò che la rimozione della borsa di Fabrizio nei pulcini appena nati comprometteva gravemente la capacità degli uccelli adulti di produrre anticorpi. Al contrario, la rimozione della borsa nei polli adulti non aveva effetto sul sistema immunitario. Questa scoperta fortuita avvenne quando un compagno di studi, Timothy S. Chang, che stava seguendo un corso sulla produzione di anticorpi, ricevette da Glick polli che erano stati sottoposti a borsectomia. I due studenti capirono che la borsa era fondamentale per la produzione di anticorpi quando notarono che polli non riuscivano a produrre anticorpi in risposta a un'immunizzazione con batteri Staphylococcus. I primi tentativi di pubblicare le loro scoperte non andarono a buon fine.
Il ruolo del timo nella risposta immunitaria venne identificato poco dopo la scoperta del ruolo della borsa di Fabrizio nelle risposte anticorpali. Negli animali timectomizzati, la capacità di rigettare gli allotrapianti e di dare risposte di ipersensibilità ritardate è drasticamente ridotta. Verso la metà degli anni '60, gli immunologi erano convinti che esistessero due distinte sezioni del sistema immunitario: una coinvolta della produzione di anticorpi circolanti (immunità umorale), e l'altra nelle reazioni di ipersensibilità ritardata e rigetti del trapianto (immunità cellulo-mediata).

## Patologia
La malattia di Gumboro è una malattia virale del pollame. In genere, il virus attacca la borsa dei giovani uccelli, impedendo lo sviluppo del sistema immunitario.